# Hotel Cupido
Hotel Cupido (Sweet Surrender) è un film televisivo diretto da Kevin Connor.

## Trama
Tom Campbell è costretto a lasciare l'esercito, dove si era arruolato in reazione alla rottura con la sua ex fidanzata Chelsea, per tornare nella sua vecchia città su richiesta di suo cugino Kip, capo del corpo di polizia locale. Purtroppo la nonna di Tom e Kip è in gravi condizioni di salute, e spetta a Tom il doveroso compito di portare avanti l'impresa di famiglia, ovvero il Cupid's, un bed & breakfast che tra i suoi clienti vanta coppie felici di innamorati.
Al suo arrivo Tom conosce la bella Nancy, agente di polizia che si è trasferita da Chicago a seguito della rottura con il suo fidanzato, con il quale a breve avrebbe dovuto convolare a nozze, finché lui non l'ha lasciata per un'altra. Jerry, il quale lavora in un'agenzia immobiliare di cui il padre è il direttore esecutivo, è intenzionato ad acquistare la proprietà del Cupid's per demolirla e costruirci un centro commerciale, con il supporto di Chelsea, che è diventata il sindaco della comunità.
Tom e Kip scoprono che il Cupid's è indebitato, infatti un ex cliente che tra l'altro lavorava all'ufficio delle imposte credendo di fare un favore alla nonna del ragazzo ha fatto sì che il Cupid's non pagasse le tasse, senza che nemmeno lei lo sapesse, e ora il bed & breakfast ha un debito con il fisco di 92.000 dollari, inoltre è necessario investire pure nella ristrutturazione dell'albergo dato che ha problemi con l'impianto idraulico. Kip non se la sente di raccontare la verità a sua nonna dato che le rimane poco da vivere, la quale ingenuamente crede che suo nipote stia mandando avanti l'attività con successo, quindi muore serenamente.
Tom commette lo sbaglio di rivelare a Chelsea del debito contratto con il fisco, quindi il sindaco informa Jerry che offre una buona cifra a Tom per acquistare la proprietà. Tom effettivamente è tentato di accettare dato che non può rivolgersi ad un avvocato in quanto una causa legale richiederebbe mesi e forse persino anni, e quindi cerca in ogni modo di salvare il Cupid's con l'aiuto di Sandra e Steve, i suoi fedeli dipendenti, e di Nancy, con la quale inizia una relazione romantica. Tom è intento a organizzare il matrimonio di Kip visto che lui e sua moglie intendono celebrarlo proprio al Cupid's.
Chelsea fa pressioni affinché il fisco riscuota il denaro che il Cupid's è costretto a risarcire dando un limite massimo di tempo di quindici giorni per il pagamento, in questo modo Tom non avrà il tempo di ripagare il debito chiedendo un prestito alla banca dato che il Cupid's non è ancora legalmente suo visto che ci vuole ancora troppo tempo per poter leggere il testamento di sua nonna.
Tom organizza il matrimonio per suo cugino nell'albergo, venendo raggiunto da Jerry il quale pretende la cessione della proprietà, ma poi al matrimonio arrivano un sacco di persone, infatti non sono tra gli invitati, ma tutte coppie di ex clienti che in passato alloggiarono al Cupid's, i quali sono ancora molto legati al ricordo che hanno del Cupid's rispondendo infatti alla richiesta di aiuto di Steve e Sandra, che hanno avuto l'idea di organizzare una colletta per aiutare il Cupid's a risollevarsi dalla sua crisi finanziaria. Jerry scopre che persino i suoi genitori hanno deciso di aiutare il Cupid's visto che in passato alloggiarono pure loro lì, il denaro della colletta può coprire più della metà del debito, e il padre di Jerry decide di versare lui il denaro per raggiungere la cifra necessaria, infatti non sapeva che suo figlio volesse distruggere proprio il Cupid's non potendo dunque sostenerlo, ma lo perdona avendo capito che in fondo Jerry voleva semplicemente guadagnarsi l'ammirazione di suo padre che invece ha preteso troppo da lui, invece da ora cercherà di insegnargli l'importanza dell'onestà con cui condurre gli affari.
Tom è più che soddisfatto, è riuscito a salvare il Cupid's decidendo di gestirlo lui personalmente come la sua amata nonna aveva sempre desiderato, e adesso lui e Nancy possono vivere il loro amore senza ostacoli.   